# Critical-Illness-Polyneuropathie
Unter Critical-Illness-Polyneuropathie (CIP) versteht man eine Erkrankung des peripheren Nervensystems, die häufig im Zusammenhang mit schweren, intensivmedizinisch behandlungspflichtigen Erkrankungen auftritt. Wesentliche Entstehungsfaktoren sind eine Sepsis, Multiorganversagen und Langzeitbeatmungen.
Diese Krankheit präsentiert ein neurologisches Bild, welches seit Jahrzehnten bekannt ist, jedoch lange Zeit falsch eingeschätzt wurde.
Sepsispatienten, die längere Zeit auf Intensivstationen betreut wurden, entwickelten teils ausgeprägte Formen von Muskelverkümmerung (Muskelatrophie). Der Verdacht lag nahe, dass die Immobilisierung der Patienten auf den Intensivstationen zu einer Inaktivitätsatrophie des Muskelgewebes führt und somit das klinische Bild erklärt wäre. Die Beschwerden der Patienten lassen sich damit jedoch nicht befriedigend erklären. Vielmehr scheint eine neu dazuerworbene Erkrankung an diesem Prozess beteiligt zu sein. Diese kennt man heute unter der Bezeichnung „Critical-Illness-Polyneuropathie“.
Die Häufigkeit dieser Erkrankung wird unterschätzt. Etwa 70 Prozent der Patienten, die über ein bis zwei Wochen auf Intensivstationen gegen Sepsis behandelt werden und überleben, entwickeln eine CIP.

## Pathologie
Die genaue Entstehung (Pathogenese) der CIP ist nach wie vor nicht bekannt. Man vermutet, dass Entzündungsmediatoren (Cytokine, Interleukine usw.), wie sie bei Sepsis und dem Systemischen inflammatorischen Response-Syndrom (SIRS) vom Immunsystem in den Körper geschleust werden, eine entscheidende Rolle bei der Genese spielen. Diese bis heute nur sehr unvollständig klassifizierten Mediatoren scheinen im Zuge der CIP eine toxische Wirkung auf die Axone speziell der motorischen Neurone des peripheren Nervensystems auszuüben. Es handelt sich somit um eine endogen-toxische Polyneuropathie. Die Schädigung der motorischen Neurone führt zu einer Parese (Lähmung) der dazugehörigen Muskeln. Die Konsequenz daraus ist deren Verkümmerung. Sensorische Neurone scheinen bei diesem Krankheitsprozess weitgehend, jedoch nicht vollständig, ausgespart zu bleiben. Die Verlaufsform der CIP ist monophasisch und selbstlimitierend.

## Symptomatik
Die Patienten entwickeln schwere, schlaffe, atrophische Lähmungen. Sämtliche Extremitäten sind davon betroffen. Problematisch ist die Beteiligung des Zwerchfellsnervens (Nervus phrenicus). Dies zeigt sich im Frühstadium der Erkrankung nur selten, da die meisten betroffenen Patienten ohnehin künstlich beatmet werden. Beim Versuch, die Patienten von der maschinellen Beatmung zu entwöhnen, ergeben sich manchmal jedoch erhebliche Schwierigkeiten. Anzumerken ist, dass die CIP in den meisten Fällen nicht den Schweregrad erreicht, um besagte Entwöhnungsstörungen zu verursachen.
Klinisch nachweisbar ist diese Art der Erkrankung ansonsten nur schwer. Bei der neurologischen Statuierung finden sich die erwähnten Muskelatrophien mit eigenartig teigiger Gewebskonsistenz. Die Muskeleigenreflexe sind stark reduziert bis fehlend. Schmerzreize an den Beinen werden nicht mit einem Flexorreflex (shortening reaction) beantwortet, wie dies physiologisch zu erwarten wäre, sondern äußern sich lediglich über ein Grimassieren im Gesicht. Dies ist ein relativ typisches Zeichen der CIP, hat jedoch keinen pathognomonischen Charakter.

## Diagnose
Die elektrophysiologische Untersuchung ist die Methode der Wahl. Die entsprechenden Befunde bei der CIP sind typischerweise fast normale Nervenleitgeschwindigkeiten (NLG) und distal-motorische Latenzen mit amplitudengeminderten bzw. verbreiterten Summenaktionspotentialen. Die sensiblen NLGs sind praktisch normal. Die Myasthenia gravis, Botulismus und das Guillain-Barré-Syndrom sind die klassischen Differentialdiagnosen zur CIP. Diese sind im Gegensatz zur CIP einer medikamentösen Therapie durchaus zugänglich und deshalb in jedem Fall zu prüfen.

## Therapie
Die Behandlung ist rein unterstützend. Zentral ist die Behandlung der Grundkrankheit des Patienten. Eine kausale Therapie gegen die CIP existiert bis heute nicht. Es gibt verschiedene klinische Experimente mit NMDA-Antagonisten. Greifbare Erfolge blieben bis jetzt aber aus.
Eine sorgfältige Pflege ist zur Prävention und Minimierung von Druckläsionen (Dekubitus) von ausgesprochener Wichtigkeit. Die Spontanprognose ist jedoch unerwartet gut. Überleben die Patienten die Grundkrankheit, gewinnen die meisten von ihnen über Wochen und Monate ihre motorischen Fähigkeiten zum überwiegenden Teil zurück. Eine Restitutio ad integrum ist, zumindest von neurologischer Seite, wahrscheinlich. In der Rekonvaleszenzphase ist oftmals eine atemunterstützende Behandlung mit Sauerstoffgabe nötig.
Als problematisch kann sich bei diesen Patienten die oft sehr lange Beatmungsphase erweisen. Sekundäre Komplikationen wie Pneumonien, Tracheomalazie und eine erneute Sepsis stellen ein nicht unwesentliches Problem der medizinischen Betreuung dar.